# U-17-Fußball-Europameisterschaft der Frauen 2014
Die siebte U-17-Fußball-Europameisterschaft der Frauen wurde 2013 in England ausgetragen. Da bereits im Juni 2013 die sechste Austragung stattfand, gibt es 2013 zwei Titelträger. Die UEFA zählt die siebte Austragung aber zur Saison 2013/2014. Die Endrunde fand zum ersten Mal mit acht Mannschaften statt und Spielort war zum ersten Mal nicht das Centre sportif de Colovray, sondern verschiedene Spielorte in England. Damit war auch erstmals der Gastgeber automatisch qualifiziert. Das Turnier fand im Rahmen der Feierlichkeiten zum 150. Jubiläum des Englischen Verbandes (FA) statt. Spielberechtigt waren Spielerinnen, die am 1. Januar 1997 oder später geboren wurden. Erstmals an der Qualifikation nahm die Mannschaft aus Portugal teil, die sich als bester Gruppenzweiter der zweiten Qualifikationsrunde auch erstmals für die Endrunde qualifizieren konnte. Ebenfalls erstmals konnten sich Italien, Österreich und Schottland für die Endrunde qualifizieren. Titelverteidiger Polen konnte sich dagegen ebenso wie der letzte Finalgegner Schweden nicht qualifizieren. Die Endrunde diente auch als Qualifikation für die im April 2014 startende U-17-WM der Frauen in Costa Rica, für die sich die ersten drei Mannschaften qualifizieren konnten. Im Finale trafen die Sieger der vergangenen Meisterschaften aufeinander, wobei sich Rekordsieger Deutschland gegen Spanien im Elfmeterschießen durchsetzen konnte.

## Qualifikation
Die Europameisterschaft wird in drei Stufen ausgerichtet. In zwei Qualifikationsrunden wurden die sieben weiteren Teilnehmer an der Endrunde ermittelt.
In der ersten Qualifikationsrunde spielten 40 der gemeldeten Mannschaften in zehn Gruppen zu je vier Mannschaften die Teilnehmer an der zweiten Qualifikationsrunde aus. Innerhalb jeder Gruppe spielte jede Mannschaft einmal gegen jede andere in Form von Miniturnieren, die an unterschiedlichen Terminen zwischen dem 2. Juli und 11. August 2013 ausgetragen wurden. Eine der vier teilnehmenden Mannschaften der jeweiligen Gruppe fungierte als Gastgeber dieses Miniturniers. Ein Sieg wurde mit drei Punkten, ein Unentschieden mit einem Punkt belohnt. Die Gruppenauslosung fand am 20. November 2012 im schweizerischen Nyon, Spielort der vorherigen Endrunden, statt. Die deutsche Mannschaft (Sieger 2008, 2009 und 2012) erhielt ebenso wie Spanien (Sieger 2010 und 2011) und Frankreich (Weltmeister 2012) ein Freilos für die 2. Runde. Die Schweiz spielte vom 2. bis 7. Juli 2013 in Gruppe 9 gegen Gastgeber Bulgarien, Italien und Mazedonien. Österreich traf in Gruppe 8 vom 2. bis 7. August 2013 auf Aserbaidschan, Kasachstan und Gastgeber Polen.
Die 10 Gruppensieger und Gruppenzweiten sowie der beste Gruppendritte qualifizierten sich für die zweite Qualifikationsrunde. Bei der Ermittlung des besten Gruppendritten wurden nur die Spiele gegen die Gruppensieger und Gruppenzweiten berücksichtigt. Die zweite Qualifikationsrunde fand vom 30. September bis 20. Oktober 2013 statt.
Qualifiziert für die zweite Qualifikationsrunde:
- Deutschland – Freilos
- Frankreich – Freilos
- Spanien – Freilos
- Tschechien – Sieger Gruppe 1
- Norwegen – Sieger Gruppe 2
- Finnland – Sieger Gruppe 3
- Russland – Sieger Gruppe 4
- Ungarn – Sieger Gruppe 5
- Schweden – Sieger Gruppe 6
- Belgien – Sieger Gruppe 7
- Österreich – Sieger Gruppe 8
- Italien – Sieger Gruppe 9
- Dänemark – Sieger Gruppe 10
- Schottland – Zweiter Gruppe 1
- Rumänien – Zweiter Gruppe 2
- Niederlande – Zweiter Gruppe 3
- Irland – Zweiter Gruppe 4
- Island – Zweiter Gruppe 5
- Portugal – Zweiter Gruppe 6
- Belarus – Zweiter Gruppe 7
- Polen – Zweiter Gruppe 8
- Schweiz – Zweiter Gruppe 9
- Griechenland – Zweiter Gruppe 10
- Nordirland – Bester Gruppendritter (Gruppe 1)

Die Auslosung für die 2. Runde fand am 15. August 2013 statt.
In der zweiten Qualifikationsrunde traf Deutschland als Gastgeber der Gruppe 6 auf Belgien, die Schweiz und die Niederlande und qualifizierte sich etwas mühevoll für die Endrunde. Die Schweiz schied als Gruppenletzter aus. Die Spiele fanden vom 11. bis 16. Oktober 2013 in Schweinfurt, Bamberg und Großbardorf statt. Österreich qualifizierte sich verlustpunktfrei und relativ souverän als Gastgeber der Gruppe 2 nach Siegen gegen Griechenland, Weißrussland und Russland für die Endrunde. Es war die erste Qualifikation einer österreichischen Frauenauswahl für eine Endrunde eines UEFA-Turniers überhaupt. Die Spiele fanden vom 8. bis 13. Oktober 2013 in Bregenz und Dornbirn statt.
Die sechs Gruppensieger und die beste zweitplatzierte Mannschaft der zweiten Qualifikationsrunde qualifizierten sich für die Endrunde.

## Endrunde
Die Endrunde fand vom 26. November bis zum 8. Dezember 2013 statt. Die Auslosung erfolgte am 24. Oktober 2013 in Burton. Die Endrundenspiele finden in Burton, Chesterfield, Hinckley und Telford statt. Die Mannschaften wurden im St George’s Park National Football Centre in Burton untergebracht, von wo aus die Spielorte innerhalb einer halben Stunde erreichbar sein sollten – was allerdings beim Halbfinale nicht zutraf.
Qualifiziert für die Endrunde:
- England – Gastgeber
- Spanien – Sieger Gruppe 1
- Österreich – Sieger Gruppe 2
- Italien – Sieger Gruppe 3
- Frankreich – Sieger Gruppe 4
- Schottland – Sieger Gruppe 5
- Deutschland – Sieger Gruppe 6
- Portugal – Bester Gruppenzweiter (Gruppe 3)

### Vorrunde
Alle Zeitangaben entsprechen der Ortszeit (MEZ −1 Stunde).

#### Gruppe A
| Pl. | Land       | Sp. | S | U | N | Tore    | Diff. | Punkte |
| --- | ---------- | --- | - | - | - | ------- | ----- | ------ |
| 1.  | Italien    | 3   | 2 | 0 | 1 | 003:100 | +2    | 06     |
| 2.  | England    | 3   | 2 | 0 | 1 | 008:300 | +5    | 06     |
| 3.  | Österreich | 3   | 1 | 1 | 1 | 002:200 | ±0    | 04     |
| 4.  | Portugal   | 3   | 0 | 1 | 2 | 001:800 | −7    | 01     |

|                                                     |   |            |           |
| Di., 26. November 2013 um 13:30 Uhr in Telford      |   |            |           |
| England                                             | – | Italien    | 0:1 (0:0) |
| Di., 26. November 2013 um 20:00 Uhr in Telford      |   |            |           |
| Österreich                                          | – | Portugal   | 0:0 (0:0) |
| Fr., 29. November 2013 um 13:30 Uhr in Hinckley     |   |            |           |
| Italien                                             | – | Portugal   | 2:0 (1:0) |
| Fr., 29. November 2013 um 20:00 Uhr in Chesterfield |   |            |           |
| England                                             | – | Österreich | 2:1 (1:1) |
| Mo., 2. Dezember 2013 um 13:30 Uhr in Burton        |   |            |           |
| Portugal                                            | – | England    | 1:6 (1:3) |
| Mo., 2. Dezember 2013 um 13:30 Uhr in Telford       |   |            |           |
| Italien                                             | – | Österreich | 0:1 (0:1) |

#### Gruppe B
| Pl. | Land        | Sp. | S | U | N | Tore    | Diff. | Punkte |
| --- | ----------- | --- | - | - | - | ------- | ----- | ------ |
| 1.  | Spanien     | 3   | 2 | 1 | 0 | 006:000 | +6    | 07     |
| 2.  | Deutschland | 3   | 2 | 0 | 1 | 008:600 | +2    | 06     |
| 3.  | Frankreich  | 3   | 1 | 0 | 2 | 001:600 | −5    | 03     |
| 4.  | Schottland  | 3   | 0 | 1 | 2 | 002:500 | −3    | 01     |

|                                                    |   |             |           |
| Di., 26. November 2013 um 13:30 Uhr in Hinckley    |   |             |           |
| Deutschland                                        | – | Schottland  | 4:2 (3:0) |
| Di., 26. November 2013 um 20:00 Uhr in Hinckley    |   |             |           |
| Frankreich                                         | – | Spanien     | 0:2 (0:1) |
| Fr., 29. November 2013 um 13:30 Uhr in Telford     |   |             |           |
| Deutschland                                        | – | Frankreich  | 4:0 (2:0) |
| Fr., 29. November 2013 um 20:00 Uhr in Burton      |   |             |           |
| Schottland                                         | – | Spanien     | 0:0       |
| Mo., 2. Dezember 2013 um 13:30 Uhr in Hinckley     |   |             |           |
| Spanien                                            | – | Deutschland | 4:0 (1:0) |
| Mo., 2. Dezember 2013 um 13:30 Uhr in Chesterfield |   |             |           |
| Schottland                                         | – | Frankreich  | 0:1 (0:0) |

### Finalrunde
Alle Zeitangaben entsprechen der Ortszeit (MEZ −1 Stunde).

#### Halbfinale
|                                                                    |   |             |           |
| Do., 5. Dezember 2013 um 17:00 Uhr (18:00 Uhr MEZ) in Chesterfield |   |             |           |
| Italien                                                            | – | Deutschland | 0:1 (0:1) |
| Do., 5. Dezember 2013 um 19:00 Uhr (20:00 Uhr MEZ) in Burton       |   |             |           |
| Spanien                                                            | – | England     | 3:0 (1:0) |

#### Spiel um Platz 3
Da die drittbeste Mannschaft für die WM qualifiziert ist, findet im Gegensatz zu den meisten anderen UEFA-Turnieren ein Spiel um den dritten Platz statt.
|                                              |   |         |                |
| So., 8. Dezember 2013 um 11:00 Uhr in Burton |   |         |                |
| Italien                                      | – | England | 0:0, 4:3 i. E. |

#### Finale
|                                                    |   |         |                      |
| So., 8. Dezember 2013 um 17:00 Uhr in Chesterfield |   |         |                      |
| Deutschland                                        | – | Spanien | 1:1 (0:1), 3:1 i. E. |

## Schiedsrichterinnen
- Vesna Budimir
- Ana Minić
- Sara Persson
- Zuzana Valentová
- Lina Lehtovaara
- Irina Turovskaya

## Beste Torschützinnen
| Rang | Spielerin         | Tore |
| ---- | ----------------- | ---- |
| 1    | Andrea Sánchez    | 4    |
|      | Jasmin Sehan      | 4    |
| 2    | Lucy Porter       | 2    |
|      | Aitana Bonmatí    | 2    |
|      | Patricia Guijarro | 2    |
|      | Ricarda Walkling  | 2    |

Beste Torschützin des Gesamtwettbewerbs war die Tschechin Karolína Křivská mit 9 Toren.

## Kader

### Deutschland
Bundestrainerin Anouschka Bernhard nominierte für die Endrunde folgenden Kader:
| Nr. | Spielerin            | Geburtsdatum       | Position   | Verein              |
| --- | -------------------- | ------------------ | ---------- | ------------------- |
| 01  | Miriam Hanemann      | 24. März 1997      | Tor        | 1. FFC Frankfurt    |
| 02  | Michaela Brandenburg | 17. Dezember 1997  | Abwehr     | VfL Wolfsburg       |
| 03  | Lisa Karl            | 15. Januar 1997    | Abwehr     | SC Freiburg         |
| 04  | Jana Löber           | 13. Juli 1997      | Abwehr     | 1. FFC Frankfurt    |
| 05  | Kim Fellhauer        | 21. Januar 1998    | Mittelfeld | SC Freiburg         |
| 06  | Saskia Matheis       | 6. Juni 1997       | Mittelfeld | 1. FFC Frankfurt    |
| 07  | Nina Ehegötz         | 22. Februar 1997   | Mittelfeld | FSV Gütersloh 2009  |
| 08  | Saskia Meier         | 19. März 1997      | Mittelfeld | SC Freiburg         |
| 09  | Laura Widak          | 5. Januar 1997     | Sturm      | Bayer 04 Leverkusen |
| 10  | Jasmin Sehan         | 16. Juni 1997      | Sturm      | VfL Wolfsburg       |
| 11  | Burcu Özkanca        | 20. Januar 1997    | Sturm      | VfL Bochum          |
| 12  | Vivien Brandt        | 25. September 1997 | Tor        | FSV Gütersloh 2009  |
| 13  | Isabella Hartig      | 12. August 1997    | Abwehr     | FC Bayern München   |
| 14  | Leonie Stenzel       | 23. Juli 1997      | Abwehr     | VfL Wolfsburg       |
| 15  | Ricarda Walkling     | 19. März 1997      | Sturm      | FC Bayern München   |
| 16  | Michaela Specht      | 15. Februar 1997   | Abwehr     | FC Bayern München   |
| 17  | Melanie Ott          | 13. April 1997     | Mittelfeld | FSV Gütersloh 2009  |
| 18  | Samantha Dick        | 22. Juni 1997      | Mittelfeld | 1. FFC Frankfurt    |
| 21  | Lena Pauels          | 2. Februar 1998    | Tor        | SGS Essen           |

Torhüterin Lena Pauels wurde für Miriam Hanemann nachnominiert.

### Österreich
Österreichs Trainer Dominik Thalhammer nominierte folgende 18 Spielerinnen für die Endrunde:
| Nr. | Spielerin             | Geburtsdatum       | Position   | Verein                   |
| --- | --------------------- | ------------------ | ---------- | ------------------------ |
| 01  | Carolin Größinger     | 10. Mai 1997       | Tor        | SG FC Bergheim/USK Hof   |
| 03  | Anna Zimmerebner      | 16. Oktober 1998   | Abwehr     | SG FC Bergheim/USK Hof   |
| 04  | Selina Mandl          | 17. September 1998 | Mittelfeld | SK Sturm Graz            |
| 05  | Johanna Kislick       | 9. September 1997  | Mittelfeld | LUV Graz                 |
| 06  | Adina Hamidovic       | 26. April 1998     | Abwehr     | FSK St. Pölten           |
| 07  | Barbara Dunst         | 25. September 1997 | Mittelfeld | LUV Graz                 |
| 08  | Sandrine Sobotka      | 8. Oktober 1998    | Mittelfeld | NÖSV Neulengbach         |
| 09  | Katharina Naschenweng | 16. Dezember 1997  | Abwehr     | Carinthians Soccer Women |
| 10  | Marina Georgieva      | 13. April 1997     | Mittelfeld | FSV St. Pölten           |
| 11  | Nina Wasserbauer      | 6. November 1998   | Sturm      | Union Kleinmünchen       |
| 13  | Melissa Schmid        | 2. November 1998   | Sturm      | SV Neulengbach           |
| 14  | Julia Kofler          | 2. September 1998  | Mittelfeld | SV Spittal               |
| 15  | Viktoria Pinther      | 16. Oktober 1998   | Sturm      | SKV Altenmarkt           |
| 16  | Jasmin Ortner         | 9. September 1997  | Mittelfeld | Carinthians Soccer Women |
| 17  | Teresa Knauseder      | 7. März 1997       | Mittelfeld | Union Kleinmünchen       |
| 18  | Anna Egretzberger     | 6. Januar 1997     | Abwehr     | SV Neulengbach           |
| 19  | Ivana Feric           | 25. August 1997    | Mittelfeld | FSV St. Pölten           |
| 21  | Isabella Kresche      | 28. November 1998  | Tor        | SV Gössendorf            |

## Fernsehübertragung
Der Sender Eurosport übertrug das erste Halbfinale mit der deutschen Auswahl live. Das Finale wurde von Eurosport 2 ausgestrahlt.